# Cynthia McLeod

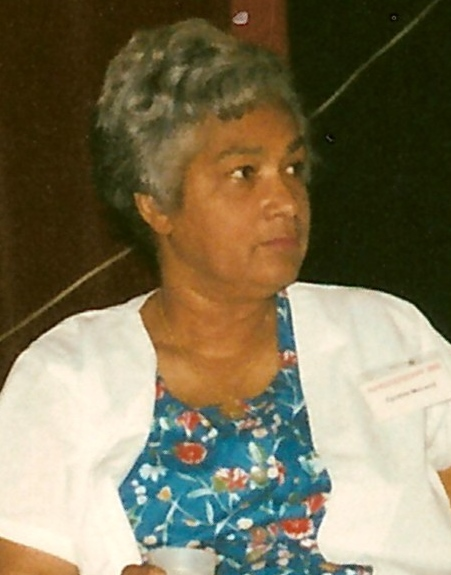
Cynthia McLeod in 1996

Cynthia Henri McLeod (Paramaribo, 4 oktober 1936) is een Surinaamse schrijfster gespecialiseerd in oral history en het slavernijverleden in Suriname.

## Levensloop
McLeod werd geboren als Cynthia Ferrier; zij is een dochter van Eugenie Lionarons en Johan Ferrier, de eerste president van Suriname. Ze is een zus van Deryck Ferrier en Leo Ferrier en een halfzus van Joan Ferrier en Kathleen Ferrier.
Ze volgde de middelbare school in Suriname en studeerde verder in Nederland voor lerares Kinderverzorging en -opvoeding. Ze huwde met Donald McLeod, die zij in Nederland had leren kennen. In 1962 gingen zij naar Suriname, waar McLeod vervolgens MO Nederlands studeerde. Van 1969 tot 1978 was zij lerares Nederlands bij het vwo in Paramaribo. Haar echtgenoot werd in 1978 tot ambassadeur van Suriname in Venezuela benoemd. Daarna volgden posten in België en de Verenigde Staten. In het buitenland begon zij te schrijven en vooral tijdens haar verblijf in België was zij in de gelegenheid archiefonderzoek te doen in onder meer Den Haag, Amsterdam, Rotterdam, Emmerich en Keulen.
In 1986 keerden de McLeods terug naar Suriname en in 1987 verscheen haar debuut “Hoe duur was de suiker?” bij uitgeverij Vaco in Paramaribo. De eerste druk was binnen enkele weken uitverkocht en Cynthia McLeod werd op slag de bekendste schrijfster van Suriname. Deze historische roman over de suikercultuur in de 18e eeuw werd later opnieuw uitgegeven door de Nederlandse uitgeverij Conserve. Al gauw verschenen er ook andere historische romans van haar.
In 1992 behaalde zij de akte MO-B Nederlands aan het Instituut voor de Opleiding van Leraren.
In 2010 werd ze onderscheiden met de Rotary Vocational Excellence Awardvoor haar bijdrage aan de Surinaamse literatuur, met name haar historische romans.
Met regelmaat neemt McLeod deel aan festivals in verschillende landen. Van het Haagse festival Winternachten is zij adviseur. In oktober 2017 nam zij deel aan de Caraïbische Letterendag Junior in Amsterdam, georganiseerd door de Werkgroep Caraïbische Letteren, het grootste festival van Caraïbische kinderboekenschrijvers ooit georganiseerd in Nederland.

## Activiteiten
Door haar langdurige onderzoek heeft McLeod veel kennis van de Surinaamse geschiedenis opgedaan, die ze graag met anderen deelt. Zo organiseert ze voor de Surinaamse schooljeugd gratis educatieve tochten met haar boot de Sweet Merodia. Tijdens deze tochten over Surinaamse rivieren langs vroegere plantages vertelt zij over het verleden. Ook leidt ze stadswandelingen door het historische centrum van Paramaribo, dat sinds 2002 op de Werelderfgoedlijst van de UNESCO staat.

### Elisabeth Samson
McLeod deed ruim vijf jaar intensief onderzoek naar Elisabeth Samson, een vrije 'zwarte vrouw' wier naam prominent voorkomt in grote historische werken over Suriname, omdat ze wilde trouwen met een blanke man, wat in Suriname in de eerste helft van de 18e eeuw verboden was. De resultaten van dit onderzoek werden eerst als studie uitgegeven door de Faculteit Culturele Antropologie van de Universiteit van Utrecht. Vervolgens bestudeerde McLeod nog eens acht jaar de sociale structuur en het maatschappelijke leven uit die periode. Dit stelde haar in staat Elisabeth als rijke vrije zwarte goed te plaatsen in deze samenleving, die gekenmerkt werd door vooroordelen en blanke suprematie. Dit alles komt tot uiting in haar roman De vrije negerin Elisabeth, gevangene van kleur.

## Bibliografie

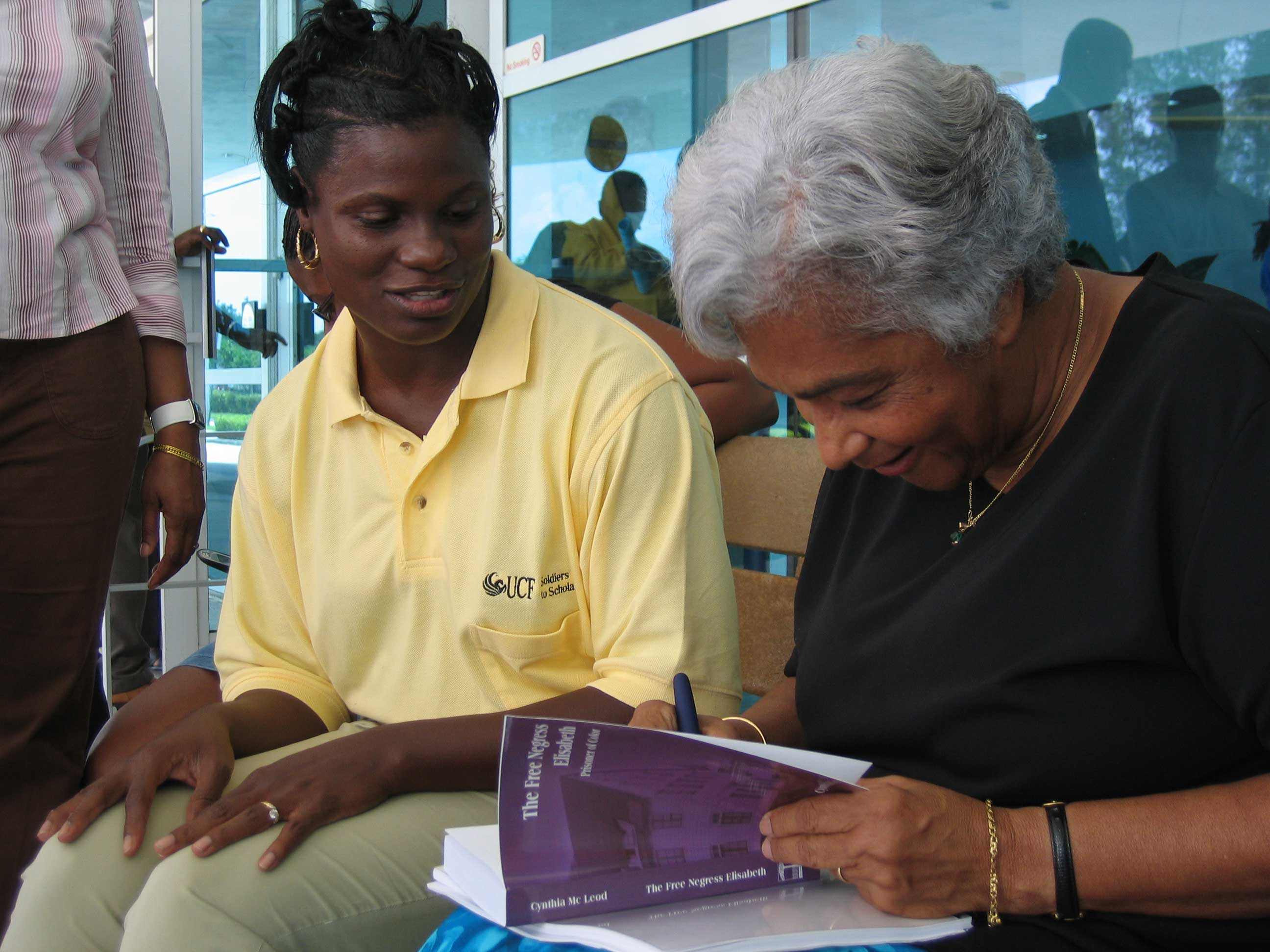
Cynthia McLeod signeert een exemplaar van The Free Negress Elisabeth in Miami, Florida, 2005

### Historische romans
- Hoe duur was de suiker? (1987), ISBN 90-5429-056-0
- Vaarwel Merodia (1993), ISBN 99914-0-047-8
- Ma Rochelle Passée Welkom El Dorado (1996), ISBN 90-5429-053-6
- Tweemaal Mariënburg (1997), ISBN 90-5429-087-0
- Herinneringen aan Mariënburg (1998), ISBN 99914-0-055-9
- De vrije negerin Elisabeth : gevangene van kleur (2000), ISBN 90-5429-078-1. Vertaald in het Engels: The Free Negress Elisabeth : prisoner of color (Waterfront Press, 2004), ISBN 99914-712-0-0
- Slavernij en de Memorie/Slaaf en Meester (2002), ISBN 90-5429-159-1
- ...die Revolutie niet begrepen!... (2005), ISBN 90-5429-201-6
- Tutuba. Het meisje van het slavenschip Leusden. Historische novelle (2013), ISBN 978 90-5429-357-6
- Zenobia – Slavin op het paleis (2015), ISBN 90-5429-399-3

### Studies
- Elisabeth Samson; een vrije zwarte vrouw in het achttiende-eeuwse Suriname (1993/1996), ISBN 90-5429-0544
- Slavernij en de Memorie (2002), ISBN 90-5429-159-1
- Kriskras door Frimangron (2003), ISBN 90-6832-537-X
- Paramaribo. Stad van harmonische tegenstellingen, Schoorl: Uitgeverij Conserve (2007), ISBN 9789054292371, geschreven samen met Hennah Draaibaar.

### Kinderboeken en kindermusicals
- Lafu (1992)
- Toen het vakantie was (1999), ISBN 99914-8702-6
- De kinderen van de Burenstraat (1997)
- Het Grote Regenwoud (2003)
- No kwik in ons bos (2017)

## Onderscheidingen
- 2023: Een maand lang eerbetoon op de Iconenkalender van NAKS.[2]
- 2024: Eredoctoraat van de Faculteit Humaniora van de Anton de Kom Universiteit van Suriname[3]